# El Socorro (Valencia)
Pour les articles homonymes, voir El Socorro.
El Socorro est l'une des neuf paroisses civiles de la municipalité de Valencia dans l'État de Carabobo au Venezuela. Sa capitale est Valencia, chef-lieu de la municipalité et capitale de l'État, dont elle constitue l'une des huit divisions territoriales et le quartier du centre-ouest.

## Géographie

### Description
El Socorro constitue de facto l'un des quartiers de la ville de Valencia qui est sa capitale, et notamment les quartiers au centre et centre-ouest. Elle est limitée respectivement :
- au nord par la paroisse civile de San José dont la limite est-ouest forme une ligne constituée notamment par la calle 107 Navas Espinola
- à l'est par la paroisse civile de Catedral dont la limite nord-sud est l'axe historique et majeur autour duquel s'articule la ville, axe constitué dans cette portion de l'avenue Bolívar et de l'avenue 100 Constitución ;
- au sud par la paroisse civile de Candelaria dont la limite est-ouest forme une ligne constituée notamment par la  calle 98 Comercio ;
- à l'ouest par la paroisse civile de Miguel Peña dont la limite se situe dans le massif montagneux.

## Transports
La paroisse civile est desservie par la station Cedeño de la ligne 1 du métro de Valencia située avenue Bolívar.

## Lieux d'intérêt
El Socorro constitue l'ouest du centre abrite de nombreux bâtiments historiques du centre de la ville dont le capitole de Valencia et le théâtre municipal, d'importants musées comme la Casa de La Estrella, le couvent de San Francisco et le musée archéologique Casa de Los Celis. Parmi les autres édifices remarquables et monuments du patrimoine historique, citons l'édifice Ipostel et le collège Don-Bosco, tous deux sur la calle 100 Colombia. Elle comporte également d'autres bâtiments plus contemporains comme la bibliothèque Manuel-Feo-La Cruz et d'importantes ensembles de gratte-ciels d'habitation.

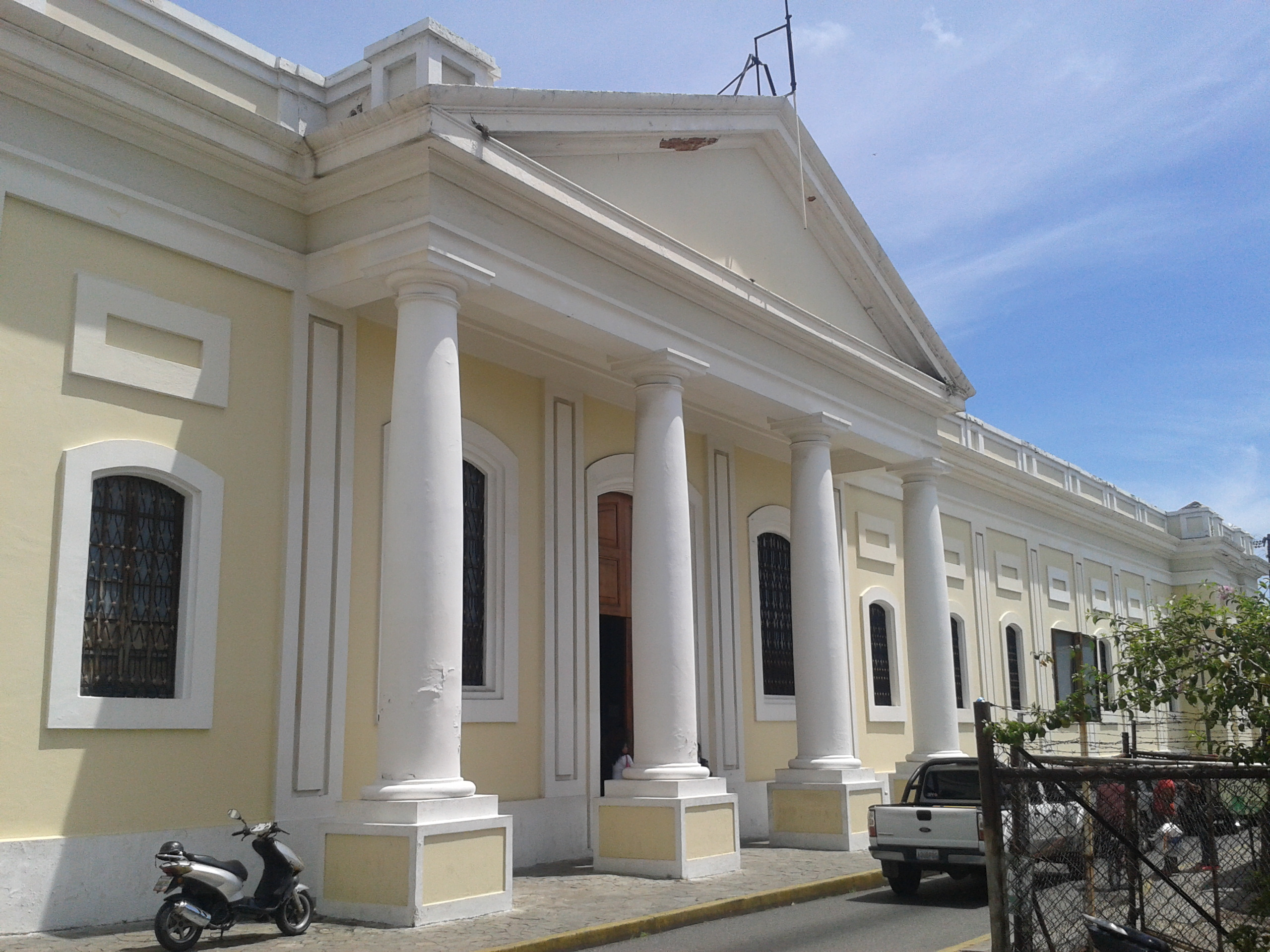
Le capitole de Valencia.
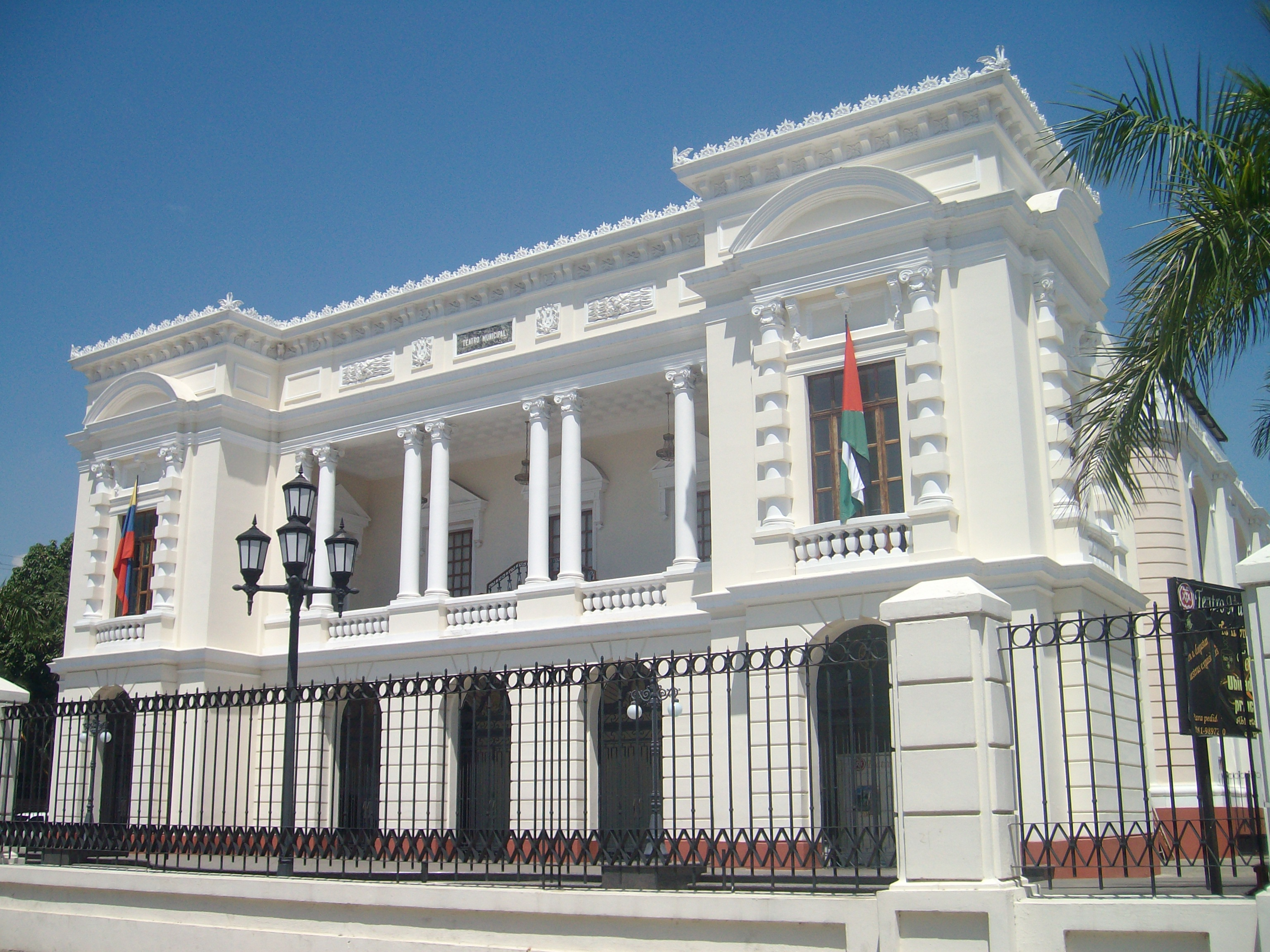
Le théâtre municipal.
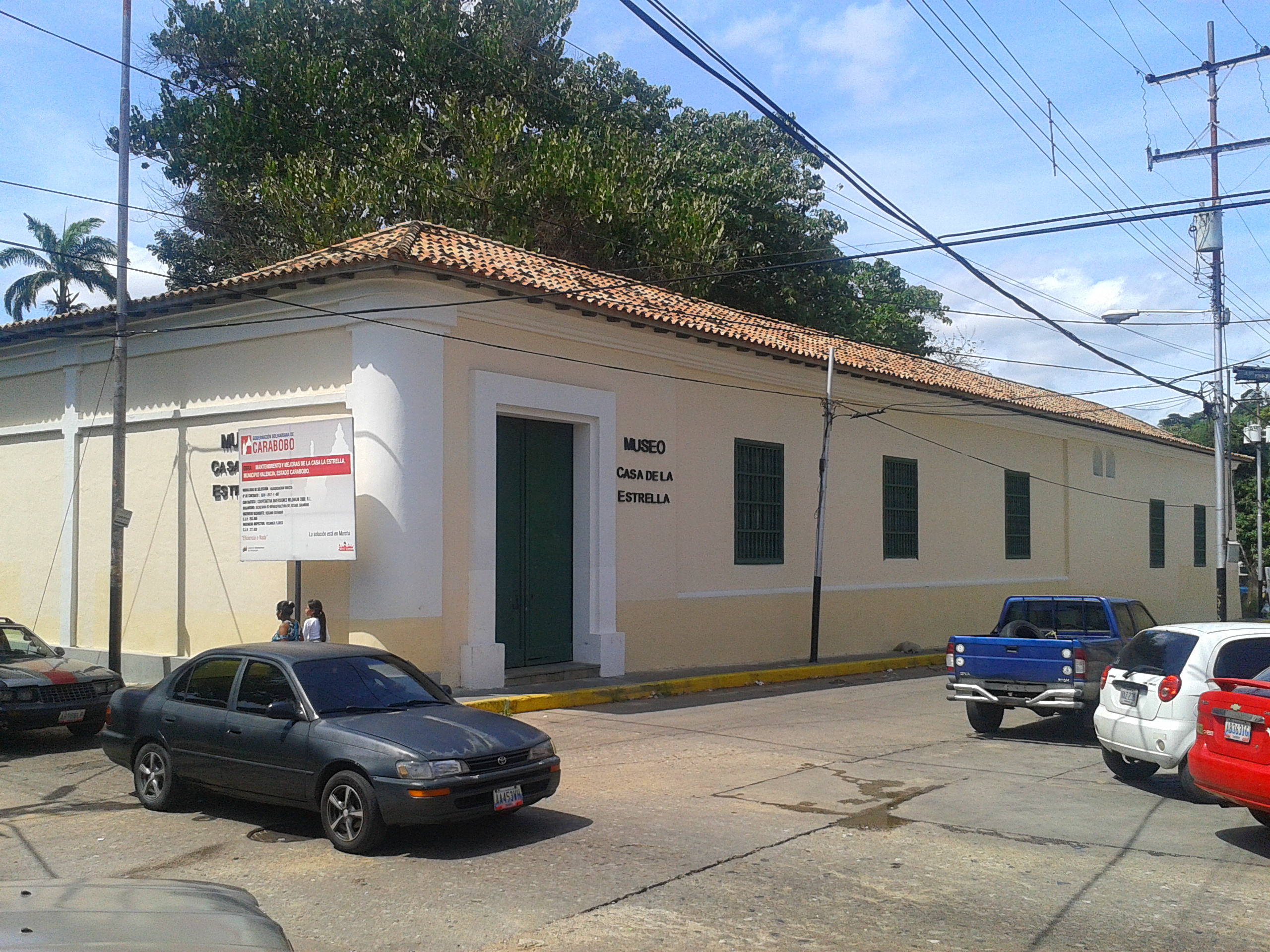
La Casa de la Estrella.
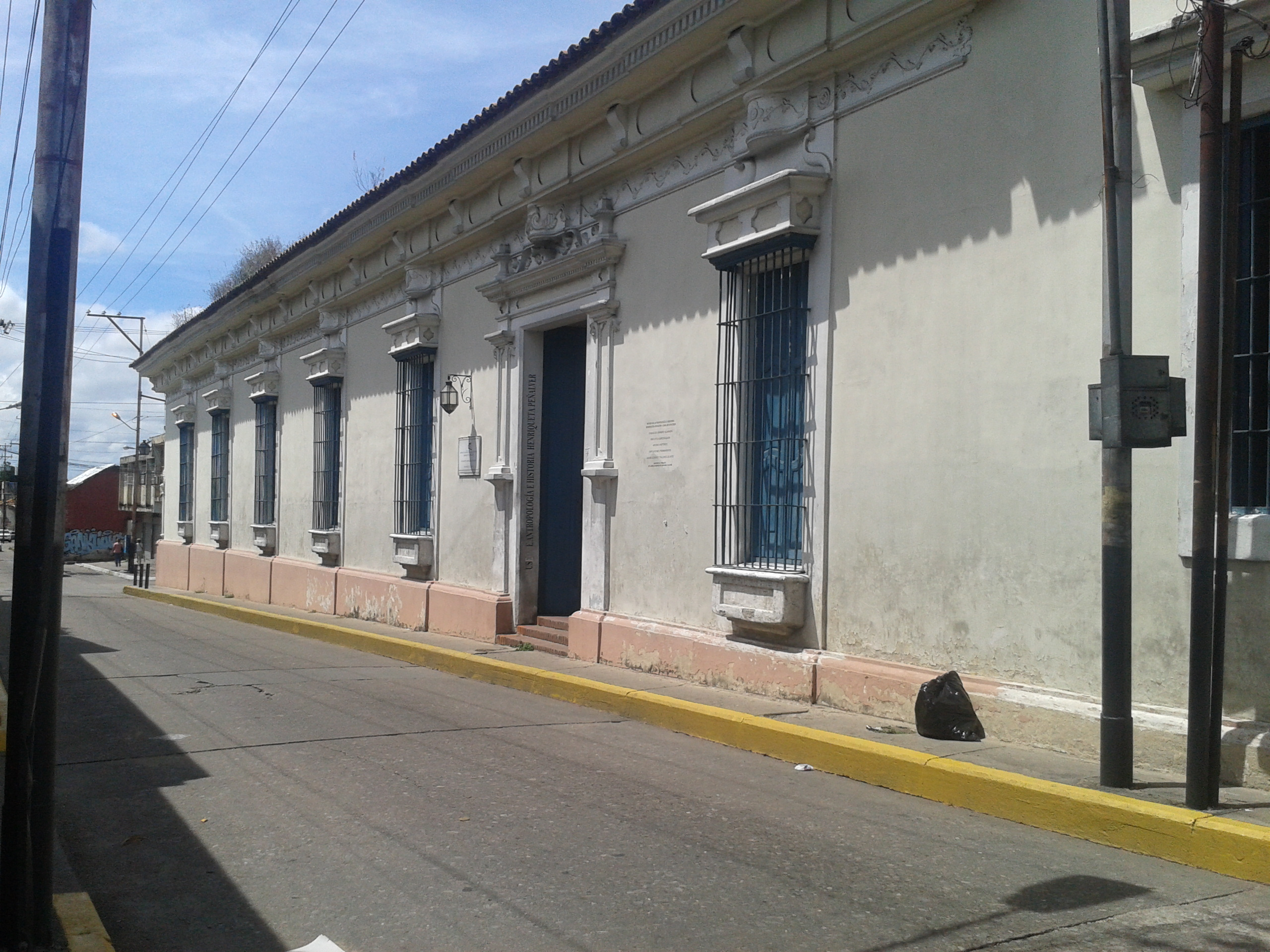
Le musée archéologique Casa de Los Celis.
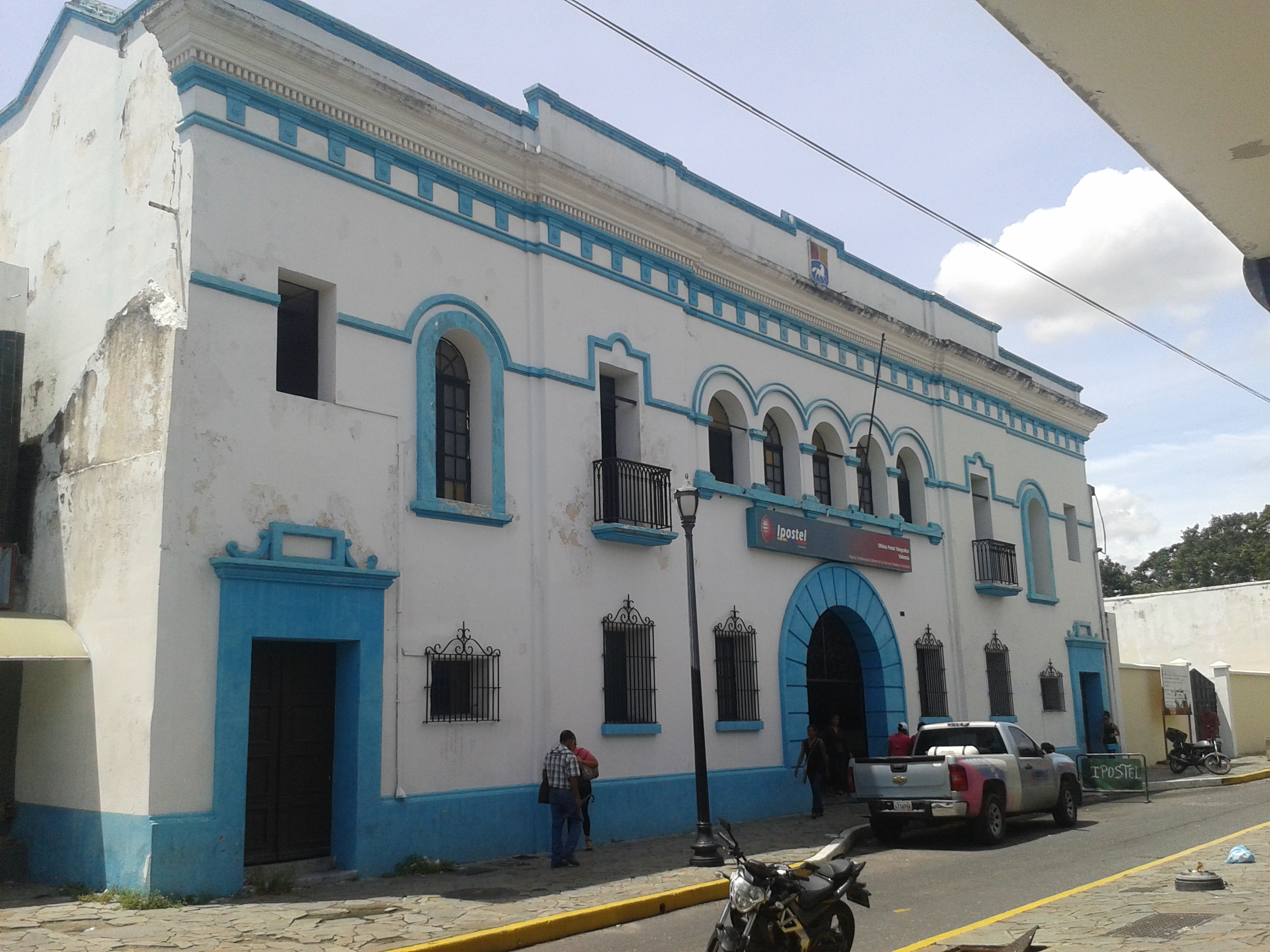
L'édifice Ipostel sur la calle 100 Colombia.
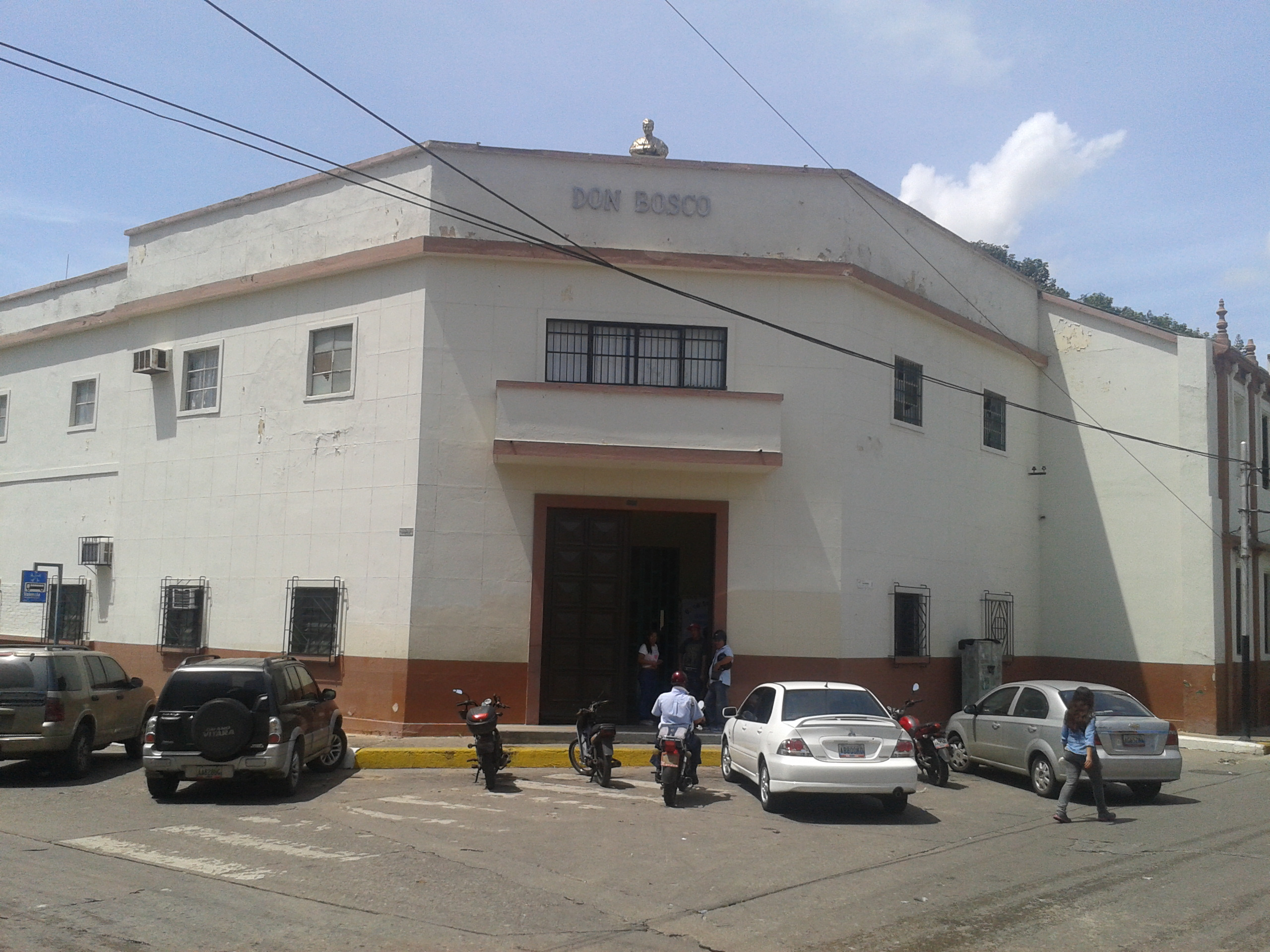
Le collège Don-Bosco sur la calle 100 Colombia.
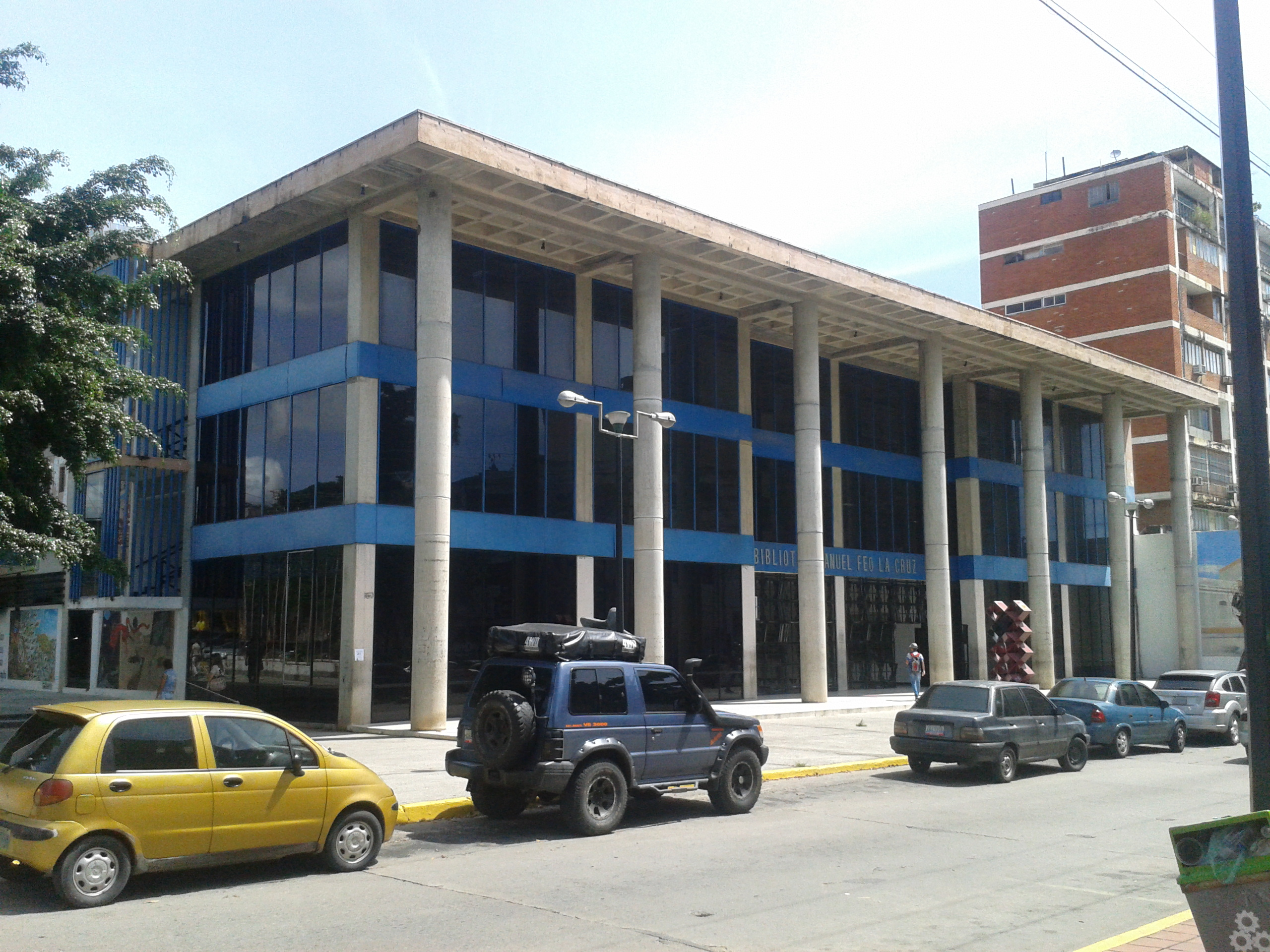
La bibliothèque Manuel-Feo-La Cruz.